# 夕餉前
『夕餉前』（ゆうげまえ）は、1940年に日本放送協会（NHK）のテレビ技術実験放送において制作された、日本初のテレビドラマである。伊馬鵜平（のちの伊馬春部）脚本による12分ほどのホームドラマで、適齢期の娘の縁談を中心とした内容になっている。
同年4月13日(2回)、14日、20日に東京市世田谷区のNHK放送技術研究所のスタジオから生放送された。放送はNHK東京放送会館、愛宕山の旧演奏所（現在のNHK放送博物館）にある「常設テレビ観覧所」、百貨店・日本橋三越で開催されていた「電波展」内の受像機の3か所に送信された。20日には前記3か所に加え、当時開催されていた「輝く技術博覧会」の会場である、上野の産業会館に設置された受像機にも送られ、一般に公開された。

## 概要

### あらすじ・演出
舞台となっているのは、父をすでに亡くし、母と息子と娘の3人で暮らしている母子家庭である。娘が縁談を経て嫁ぐこととなったある日、家族3人で食卓を囲んで、夕食の前にこれまでの生活を振り返る。実際に登場する人物はこの3人のみだが、途中で豆腐屋の声も入る。作品の母子家庭という設定は、のちの単身家庭ドラマの原型となったと評される。
作中には、息子が放送当日の新聞を見て、トップ記事の見出しを読む場面がある。これは、録画手段がなかった当時における、テレビの生放送が持つ共時性・同時性を表した演出である。
当初の脚本では家族ですき焼きを囲む場面が設定された。伊馬がこのような場面を作品に盛り込んだ理由は、テレビドラマが聴衆に対して音声と画像を届けられる特性を生かし、「肉が焼けるジュウジュウなんて音も入り、おいしそうな湯気の立つ鍋、楽しそうな家族の表情」を撮影することで「テーブルを囲んで、家族が食事をするなごやかなひととき」を演出できるという考えからだった。なお、この構想は技術的な制約から断念せざるを得なくなった（後述）ものの、食事シーンはのちにホームドラマの定番となった。

### キャスト
- 母：原泉子
- 篤（兄）：野々村潔
- 貴美子（妹）：関志保子

### スタッフ
- 作：伊馬鵜平
- 演出：坂本朝一、川口劉二
- 撮影：佐藤英久
- ミキサー：福岡勝之
- 効果：吉田貢、菱刈高男
- 受像主任：城見多津一

## 制作の経緯

### 実験放送の開始、テレビドラマ制作の試み
1930年6月1日に設立されたNHK放送技術研究所（以下、技研と略す）では、1937年にテレビ実験を成功させた実績のある高柳健次郎を部長に招聘し、1939年5月13日に至り、テレビジョン放送の実験放送を開始した。NHK側の実験担当に任命されたのは、のちに毎日放送取締役となる川口劉二（チーフ）、のちにNHK会長となる坂本朝一など、当時30歳前であった若手を中心としたスタッフだった。
技研の実験スタジオは坂本いわく「建物はバラックに近い貧弱なもの」「冷暖房設備などもない」という簡素な設備で、戦争が激化しつつあった時勢柄に加え予算が限られていたため、スタッフたちは海外の事例を知る手段もなく、番組制作上の手本となるものが何もなかった。川口と坂本は当時の不安な状況を「二人顔を見合わせるばかりであった」と表現している。
当初は、スタジオに隣接していたテニスコートで職員がテニスをしている様子などを実況放送する程度だったともされるが、坂本の回想によれば、川口と坂本は1940年2月には、岩田一によるチェロ演奏、江口隆哉・宮操子夫妻らによる舞踊、書道会「泰東書院」に所属する小学生が書いた習字作品の撮影、といった複数の実験用コンテンツをとりまとめ、毎日2時間半程度、順次放送を行っていた。やがて、スタッフの間でテレビドラマを制作しようとする意欲が沸き起こり、その熱意が上層部を動かした。
川口は「貧弱な制作条件を理解してくれる作者」として、かねてから親交のあった伊馬鵜平に脚本を依頼した。これは伊馬と川口の仲がよかったからというだけでなく、伊馬が当時NHKの嘱託職員として、ラジオドラマ『ほがらか日記』を手掛けていて、頻繁にNHKに出入りしていた事情のほか、映画脚本の経験を通じて映像に馴染みのある伊馬がテレビドラマの制作に適していると川口が判断したことにもよる（坂本朝一は「（NHKの嘱託脚本家の中で）伊馬さんが、一番若かったので、無理がお願いしやすかったのかも知れない」と回想している）。伊馬は依頼を快諾し、1ヶ月近く費やして、1940年4月3日に脚本を脱稿した。川口たちスタッフは、このテレビ用ドラマ台本を、シナリオをもじって「テレリオ」と呼んだ。
出演者は演技経験者が妥当だと判断した坂本は、東京のあらゆる劇団員に出演を打診したものの、報酬が安く、衣装が用意されない（後述）という条件のため、ほとんど相手にされなかった。そんな中「新協劇団」の俳優だった原泉子（のちの原泉）、野々村潔、関志保子の3人が応じ、出演に至った。

### 技術・演出における試行錯誤
未熟な設備の中、技術面でも演出面でも試行錯誤を繰り返しながら制作を行うことになった。
実験スタジオは30坪（約100平方メートル）と狭く、予算も限られ、セットを組むことが容易でなかった。山台（出演者が乗る箱状の台）を2つ並べた上にゴザを敷いて、家屋内に見立てた即席の舞台とし、長火鉢、茶箪笥、時計、額縁といった小道具は技研の用務員室から調達した。出演者の衣装はほぼ自前で、母親役の原のかつらのみ専門店から借りた。
テレビカメラは2台。ライトは3キロワット4台・5キロワット2台の計6台を使った。
カメラは、移動用の台車によるパンは可能だったものの、焦点深度が浅い上にズームレンズがない（ターレットによるレンズ切り替え機構も当時はない）ため、被写体が前後に動くような撮影は禁じられ、クローズアップを行う場合には被写体に近寄らなければならなかった。また、視点の高さを変えることができなかった。当ドラマの撮影では、2台をそれぞれクローズアップ専用とロングショット専用とした。あらかじめ俳優やカメラを動かす位置を綿密に決めて、床にチョークで印をつけるなどの工夫を凝らした。
カメラを切り替えるには、それぞれのカメラのダイヤルを2つ同時に操作して真空管のバイアスを素早く切り替えるクロスフェード（ディゾルブ）が唯一の方法であったが、放送時に困難が生じ演出の指示どおりにはうまくいかなかった。しかしながら、この画面を切り替える演出法は放送史上画期的なことであり、高柳は実現を喜んでいた。また、高柳は「近く画面のフェイドアウト、オーバーラップが出来るようになります」と予見していた。
アイコノスコープを用いた当時の放送用カメラは感度が悪く、照明を強くして10万ルクスほどに上げないと撮影できなかった。照明を強くすればスタジオの気温が上がり、また直射熱も強烈であったため、「十五分以上は熱くて辛抱できなかった」。上記のチェロ演奏の放送においても、演奏中にチューニングが狂うほどであった。出演者の頭上と側面から照らす必要があり、放送が長時間にわたると出演者の髪や衣装が焦げてしまうおそれがあった。このため上演時間は15分が限度とされ、テスト中は出演者にパラソルを差しかけ、本番でも特定の出演者にライトを集中させないようにスタッフが指示を出した。このようにして放送時間はまず「15分」と決められた。
当初設定されたすき焼きを食べる場面は、15分の時間内で調理を行って食事をすることが不可能なために取り止め、代わりに、すき焼きのための牛肉の包みを登場人物が持ち帰る場面を設定した。
本番6日前の8日から稽古が、12日からカメラリハーサルが行われた。

### 放送後の反応・社会への影響
第一日目の放送・4月13日当日は、多くの著名人が興味を抱いて見学におとずれた。技研の近くにある東宝砧撮影所にいた滝沢修や宇野重吉（関の夫）のほか、信欣三などの新協劇団の団員や、徳永直、中野重治（原の夫）らであった。川口は、滝沢や宇野が「ごくお座なりに『まあしっかりやんなさいよ』と肩を叩いて帰っていった」と証言している。
第一日目の放送後、三越の「電波展」会場から技研に電話がかかり、「只今逓信大臣が（引用注：電波展の会場に）お見えになったからもう一度すぐやってほしい」と依頼され、再演に応じた。4月14日と4月20日にも再演が実施された。
川口はドラマの出来栄えを「紙芝居に毛の生えたドラマであった」と分析したものの、この挑戦は、技研スタッフのテレビドラマに対する制作意欲を高めた。同年には第2作目のテレビドラマとして、中村メイコ、「坂本猿冠者」名義で参加した演劇愛好家の実業家・坂本彦平（坂本朝一の父）、荒木道子が出演する『謡と代用品』（演出：川口劉二、演出補助：永山弘、脚本：越重男）を制作し、10月8日に実験放送が行われた。しかし実験放送におけるテレビドラマ制作はこれらのオリジナル2作に上述のラジオドラマ『ほがらか日記』をテレビドラマ化した1作を加えた計3作限りとなった。テレビ実験放送自体は、1941年5月1日から週1回の定期実験放送が開始したものの6月末で中止となり、同年12月に太平洋戦争の勃発によって全面的に中止となった。テレビ実験放送の再開は終戦後の1946年6月15日のことであった。

## 資料
放送ソースそのものの映像記録は現存しない。放送当時、放送映像の記録媒体が存在しなかったためである（VTRや光学ディスクが登場する前の高価な録画手法として知られている、撮影された映像のビデオ信号をレコードに記録する方法＝フォノビジョンや、フィルムに変換する方法＝キネコなども開発途上であった）。
放送記録としては制作中に撮影された数点の写真、台本、坂本朝一の証言（インタビューを記録したカセットテープおよび著書）が残されているのみである。
なお、ニュース映画のカメラマンがスタジオの様子を撮影した記録映像は現存しており、NHK放送博物館で10秒程度の動画を視聴することが可能である。